# قطار الجاذبية

راكب مصعد يستقل قطار الجاذبية النظري. يعمل قطار الجاذبية النظري بنظرية السقوط الحر عن طريق جزء من الكوكب للوصول إلى وجهة على الجانب الآخر.

إن قطار الجاذبية عبارة عن وسيلة نقل نظرية تهدف إلى الانتقال بين نقطتين على سطح أي كرة بعد نفق مستقيم يذهب مباشرة من نقطة لأخرى داخل الكرة.
وفيما يتعلق بالأجسام الكبيرة مثل الكواكب، قد يُترك هذا القطار كي يتسارع باستخدام قوة الجاذبية فقط، حيث إنه في أثناء النصف الأول من الرحلة (من نقطة المغادرة حتى منتصف الرحلة)، تجذب قوة النزول لأسفل تجاه مركز الجاذبية القطار إلى الوجهة المطلوبة. وأثناء النصف الثاني من الرحلة، قد يكون التسارع في الاتجاه المقابل للمسار، ولكن (مع تجاهل آثار الاحتكاك) ستكون السرعة المكتسبة سابقًا كافية لإلغاء هذا التباطؤ تحديدًا (بحيث يصل القطار إلى الوجهة المقصودة بسرعة صفر).

## الاعتراضات
في الواقع، هناك سببان لعدم وجود قطارات الجاذبية. السبب الأول، تُظهر عملية العبور في الصورة الموضحة أنه قد يخترق دُثار الأرض ويعبر إلى منطقة تكون فيها الصخور مائلة إلى السيولة أكثر من الصلابة. ولا يُعرف مواد قد تقاوم الحرارة والضغط الهائلين في اللب الداخلي.[بحاجة لمصدر] وتُقدر الحرارة هناك بـ 5700 كلفن (5430 درجة مئوية؛ 9800 فهرنهايت) ويتراوح الضغط من 330 - 360 جيجاباسكال تقريبًا (3300000 حتى 3600000 ضغط جوي). والسبب الثاني، قد تكون الخسائر الناتجة عن الاحتكاك هائلة للغاية. وقد يتم تقليل خسائر الاحتكاك الناجمة عن الدوران عن طريق استخدام قطار مغناطيسي معلق. ومع ذلك، ما لم يُفرغ جميع الهواء من النفق، قد تؤدي خسائر الاحتكاك الناتجة عن مقاومة المائع إلى عدم استخدام قطار الجاذبية على أرض الواقع. إن عملية [بحاجة لمصدر] تفريغ الغلاف الجوي ليُصبح قطارًا مُفرغًا قد يُلغي هذا العائق ولكنه قد يتطلب قوة إضافية. قد لا تنطبق هذه الاعتراضات على الكواكب والأقمار الصلبة التي لا تحتوي على غلاف جوي.
قد يبدو قطار الجاذبية على أنه إصدار من أفعوانية الملاهي، مع هبوط يعقبه صعود فقط. وباستخدام مصطلحات أكثر تقنية، يمكننا القول إن قطار الجاذبية عبارة عن جهاز اهتزازي خطي.

## أصل الفكرة
في القرن السابع عشر، قدم العالم البريطاني روبرت هوك (Robert Hooke) فكرة تحرك شيئًا بسرعة فائقة داخل الكوكب في رسالة إلى إسحاق نيوتن. وتم تقديم مشروع قطار الجاذبية جديًا إلى الأكاديمية الفرنسية للعلوم في القرن التاسع عشر. وتم عرض الفكرة ذاتها، دون حسابات، من قبل لويس كارول (Lewis Carroll) في 1893 في رواية سيلفي وبرونو. وتم إعادة استكشاف الفكرة ثانية في ستينيات القرن الماضي عندما نشر عالم الفيزياء بول كوبر (Paul Cooper) بحثًا في المجلة الأمريكية للفيزياء (American Journal of Physics) يقترح فيه أن يُنظر إلى قطارات الجاذبية على أنها مشروعات نقل مستقبلية.

## اعتبارات حسابية
لقطار الجاذبية العديد من الخصائص الغريبة.
- تستغرق جميع قطارات الجاذبية التي تسير على خط مستقيم في الكوكب كمية الوقت ذاتها لإتمام الرحلة (بغض النظر عن موقع نقطتي النهاية على سطح الكوكب). وفيما يتعلق بـ الأرض، قد يبلغ هذا الوقت 2530.30 ثانية (42.2 دقيقة تقريبًا) إذا كانت الأرض دائرية تمامًا وذات كثافة موحدة.[3]
- يعتمد وقت الرحلة فقط على كثافة الكوكب و ثابت الجاذبية (باستثناء السفر في نسبة كبيرة من سرعة الضوء). في الأرض إذا اخذنا اختلاف الكثافة بالحسبان سيتقلص الزمن السابق إلى 38 دقيقة تقريبا.
- يصل أقصى حد للسرعة في نقطة المنتصف للمسار. وفيما يتعلق بالقطار الذي يذهب مباشرة عن طريق مركز الأرض، تبلغ هذه السرعة القصوى 7900 متر/ثانية (28440 كيلو متر/ساعة).
- يفترض الاستنتاج أن الكتلة تم توزيعها بصورة متماثلة عبر أنحاء الأرض.
- يأخذ النفق الذي يستغرق أقل وقت عبر منطقة متماثلة من الأرض شكل منحنى دويري تحتي.

## في الأدب
في فيلم توتال ريكول (Total Recall) الذي أُنتج في 2012، يتم استخدام قطار الجاذبية للانتقال بين بريطانيا وأستراليا.